# Groupement II/7 de Gendarmerie mobile
Le groupement II/7 (GGM II/7) est un groupement de Gendarmerie mobile implanté à Strasbourg (Bas-Rhin) et appartient à la région de Gendarmerie de Metz. Il comporte 5 escadrons du Grand Est et de Bourgogne-Franche-Comté.
Le 9 décembre 2011, le ministre de la Défense remet la croix de la Valeur Militaire au fanion de l'escadron 23/7 de Sélestat en récompense de son action en Afghanistan.
Le 7 décembre 2012, une autre unité du groupement II/7 de gendarmerie mobile est également décorée de la croix de la valeur militaire pour son action en Afghanistan. L'escadron 25/7 de gendarmerie mobile de Saint Etienne Lès Remiremont est récompensé par le ministre délégué auprès du ministre de la Défense, monsieur Kader ARIF en présence du directeur de la gendarmerie nationale le général d'armée Jacques MIGNAUX.
À la suite de la dissolution du groupement  V/7 en octobre 2011, 2 de ses escadrons sont placés sous le commandement du GGM II/7.

## Implantation des unités
- Grand Est
  - EGM 22/7 à Wissembourg
  - EGM 23/7 à Sélestat
  - EGM 25/7 à Saint-Étienne-lès-Remiremont
- Bourgogne-Franche-Comté
  - EGM 26/7 à Belfort (était précédemment l'EGM 52/7 avant dissolution du groupement V/7 en octobre 2011)
  -  EGM 27/7 à Lure (était précédemment l'EGM 55/7 avant dissolution du groupement V/7 en octobre 2011)

### Dissolutions et transferts
- EGM 21/7 à Strasbourg dissous en septembre 2010[4]
- EGM 24/7 de Ferrette est dissous et recréé à Sathonay-Camp au sein du groupement  I/5 en qu'EGM 13/5[5]

## Appellations
- Groupement II/7 de Gendarmerie Mobile (depuis 1991)